# 1969 في الهند
فيما يلي قوائم الأحداث التي وقعت خلال عام 1969 في الهند.

## سياسة

### تعيين في المنصب
- 16 يوليو – أنديرا غاندي وزير المالية الهندي [الإنجليزية]‏.
- 20 يوليو – محمد هداية الله رئيس الهند.

### انتهاء فترة المنصب
- 3 مايو – ذاكر حسين رئيس الهند.
- 16 يوليو – مورارجي ديساي وزير المالية الهندي [الإنجليزية]‏.
- 24 أغسطس – محمد هداية الله رئيس الهند.

## مواليد

### يناير
- 12 يناير – ابهيجات جوشي كاتب سيناريو هندي.

### مارس
- 6 مارس – تسيرينغ وانغمو دومبا
- 20 مارس – سامينا علي

### أبريل
- 2 أبريل – أجاي ديفجان ممثل هندي.
- 5 أبريل – رافيندرا برابهات
- 23 أبريل – مانوج باجباي ممثل هندي.

### يوليو
- 30 يوليو – مانداكيني ممثلة هندية.

### نوفمبر
- 7 نوفمبر – نانديتا داس

### ديسمبر
- 11 ديسمبر – فيشفاناثان أناند

## وفيات

### يناير
- 31 يناير – مهير بابا (مواليد 1894)

### فبراير
- 3 فبراير – سي إن أنادوراي (مواليد 1909)
- 23 فبراير – مادهوبالا (مواليد 1933) ممثلة هندية.

### مايو
- 3 مايو – ذاكر حسين (مواليد 1897) سياسي هندي.

### نوفمبر
- 12 نوفمبر – إسكندر ميرزا (مواليد 1899) سياسي باكستاني.